# Агустин Креви
Агустин Креви (шп. Agustín Creevy; 15. март 1985) професионални је аргентински рагбиста и репрезентативац. Висок 181 cm, тежак 110 кг, у каријери је играо за Олимпик Биариц, Монпеље (рагби јунион), Клермон (рагби јунион) и Вустер Вориорс. За репрезентацију Аргентине је одиграо 44 тест мечева и постигао 10 поена.